# Гронди (Західнопоморське воєводство)
Гронди (пол. Grądy, нім. Grandshagen) — село в Польщі, у гміні Грифіце Грифицького повіту Західнопоморського воєводства.
Населення — 65 осіб (2011).
У 1975-1998 роках село належало до Щецинського воєводства.

## Демографія
Демографічна структура станом на 31 березня 2011 року:
|          | Загалом | Допрацездатний вік | Працездатний вік | Постпрацездатний вік |
| -------- | ------- | ------------------ | ---------------- | -------------------- |
| Чоловіки | 31      | 1                  | 26               | 4                    |
| Жінки    | 34      | 6                  | 22               | 6                    |
| Разом    | 65      | 7                  | 48               | 10                   |